# Ана Алминова
Ана Александровна Алминова (рус. Анна Александровна Альминова; Вичевщина, Кировска област, СССР, 17. јануар 1985) је руска атлетичарка, специјалиста за трчање на средње пруге.

## Спортска биографија
Алминова се први пут појавила на већим такмичењима на Светском омладинском првенству у Шербрук 2001. када је била пета, да би следеће године освојила сребрну медаљу на 1.500 метара на Светском јуниорском првенству у Гросету у времену 4:16,22. Била је у олимпијском тим Русије на Олимпијским играма 2008. у Пекингу и на 1.500 метара освојила 11. место.
Почетком сезоне 2009. Ана Алминова освојила је златну медаљу у трци на 1.500 метара Европског првенства у Торину резултатом 4:07,76. Лични рекорд поправља на 4:02,23 (Пиреј, 25. фебруар), а поправила је и рекорд на отвореном (4:01,44 у Јуџину 7. јуна 2009).

## Дисквалификација због допинга
У току Светског првенства у Дохи почетком 2010., је била позитивна на псеудоефедрин.. Комисија за допинг ИААФ је суспендовала Алминову на три месеца од 9. априла до 8. јула 2010. На првом такмичењу после издржане казне, 16. јул 2010. у Паризу победила је у трци на 1.500 метара новим личним рекордом 3:57,65 и најбољим резултатом сезоне у свету.. Годину дана касније дисквалификована по одлуци ИААФ 2014. због дпинга. Сви њени резултати од 16. фебруара 2009. године па надаље су поништени.

## Значајнији резултати
| Година | Такмичење                       | Место     | Дисциплина | Пласман | Резултат   |
| ------ | ------------------------------- | --------- | ---------- | ------- | ---------- |
| 2001   | Светско првенство за младе      | Дебрецин  | 800 м      | 5       |            |
| 2004   | Светском јуниорском првенству   | Гросето   | 1.500 м    | 2       | 4:16,32 ЛР |
| 2005   | Европско првенство у дворани    | Мадрид    | 1 500 м    | 8       | 4:13,89    |
| 2008   | Олимпијске игре                 | Пекинг    | 1 500 м    | 11      | 4:06,99    |
| 2009   | Европско првенство у дворани    | Торино    | 1.500 м    | 1       | 4:07,76    |
| 2009   | Европско првенство у дворани    | Торино    | 3.000 м    | 6       | 8:51,36    |
| 2009   | Европско екипно првенство       | Леирија   | 1.500 м    | 1       | 4:07,59    |
| 2010   | Светско првенство у дворани     | Доха      | 1 500 м    | Дискв.  |            |
| 2010   | Европско првенство на отвореном | Барселона | 1.500 м    | 6       | 4:02,24    |

## Лични рекорди
- 800 м: 1:57,86, 23. јул 2009. Чебоксари
  - Дворана: 2:02,04, 14. фебруар 2010. Москва
- 1000 м: 2:38,38, 22. август 2006, Линц
  - Дворана: 2:34,30, 1. фебруар 2009, Москва
- 1.500 м: 3:57,65, 16. јул 2010, Сен Дени
  - Дворана: 4:02,23, 25. фебруар 2009, Пиреј
- 1 миља: 4:20,86, 29. јун 2007. Москва
- 2.000 м: 5:40,99, 4. септембар 2009. Брисел
  - Дворана: 5:48,25, 7. јануар 2010, Јекатеринбург
- 3.000 м: 8:40,63, 30. мај 2009, Кастељон де ла Плана
  - Дворана: 8:28,49, 7. фебруар 2009. Штутгарт